# クーティ・ウィリアムス
クーティ・ウィリアムス（Cootie Williams、1911年7月10日 - 1985年9月15日）は、アメリカの、スウィング・ジャズ、ジャンプ・ブルース、R&Bのトランペット奏者。

## 略歴
アラバマ州モービルに生まれる。プロとしてキャリアを、当時、14歳だったレスター・ヤングが所属していたヤング・ファミリー・バンドからはじめる。1928年には、ジェームズ・P・ジョンソンとニューヨークで初めてレコーディングを行う。ニューヨークでは、短期間ながらチック・ウェブやフレッチャー・ヘンダーソンのバンドでも演奏した。1929年から1940年にかけてデューク・エリントン・オーケストラのメンバーとして活躍し、その名が知られるようになる。エリントン楽団への在籍期間中も、自身のセッションの録音を残している。1940年にベニー・グッドマン・オーケストラに移籍、さらに1941年には自身のオーケストラを作り、チャーリー・パーカー、エディ・"ロックジョウ"・デイヴィス、バド・パウエル、エディ・ヴィンソンなど、多くの重要な若手プレーヤーを登用した。
1940年末からはR&Bを演奏することが増えた。1950年代にはバンドを小規模に編成替えしたが、人気は凋落。1962年にエリントン・オーケストラに再加入し、エリントンの死後の1974年まで在籍した。1975年には第9回スーパーボウルのハーフタイムで演奏している。
クーティの演奏は、唸るような「ジャングル・スタイル」と呼ばれるトランペット奏法で知られる。またプランジャー・ミュートの使い方も独特で、のちのウィントン・マルサリスに影響を与えたとも言われる。また、ときにはボーカルもこなした。エリントン楽団での「Echoes of the Jungle」が著名。
1985年、ニューヨークにて74歳で死去。

## ディスコグラフィ

### リーダー・アルバム
- The Big Challenge (1957年、Jazztone)
- 『イン・ハイ・ファイ』 - Cootie Williams in Hi-Fi (1958年、RCA Victor)
- Around Midnight (1959年、Jaro)
- Cootie (1959年、Decca)
- Porgy & Bess Revisited (1959年、Warner Bros.)
- Do Nothing Till You Hear from ... Cootie (1960年、Warwick)
- The Solid Trumpet of Cootie Williams (1962年、Moodsville)
- Cootie Williams and His Orchestra 1941–1944 (1995年、Chronological Classics)
- Cootie Williams and His Orchestra 1945-1946 (1999年、Chronological Classics)
- Cootie Williams and His Orchestra 1946-1949 (2000年、Chronological Classics)

### 参加アルバム
- デューク・エリントン : All Star Road Band Volume 2 (1985年、Doctor Jazz)
- ジョヤ・シェリル : Joya Sherrill Sings Duke (1965年、20th Century Fox)